# Marcello Pavarin
Marcello Pavarin (né le 22 octobre 1986 à Rovigo) est un coureur cycliste italien, professionnel de 2009 à 2012.

## Palmarès
- 2006
  - Coppa Regole Spinale e Manez
  - 3e du Mémorial Angelo Fumagalli
- 2007
  - Circuito di Paderno
  - Trofeo Festa Patronale
- 2008
  - Trofeo delle Colline Capannoresi
  - Circuito Internazionale di Caneva
  - Trophée Mario Zanchi
  - 3e du Gran Premio della Liberazione
  - 3e de la Coppa San Sabino

## Classements mondiaux
| Année           | 2006 | 2007 | 2008 | 2009 | 2010 |
| --------------- | ---- | ---- | ---- | ---- | ---- |
| UCI Europe Tour | 829e |      | 612e | 625e | 904e |